# Oficina Nacional de Estadística (República Dominicana)
La Oficina Nacional de Estadística (ONE) de la República Dominicana es la institución encargada de recolectar, revisar, elaborar y publicar estadísticas nacionales sobre economía, producción agrícola, comercio, industria, finanzas, medio ambiente, sociedad y demografía. También tiene la labor de llevar a cabo los censos nacionales de población y vivienda.
Fue creada el 1 de noviembre de 1935 como una oficina directamente dependiente del Poder Ejecutivo. Su sede se encuentra en el edificio de Oficinas Gubernamental Juan Pablo Duarte de la Av. México, en Santo Domingo. Desde el 27 de mayo de 2025, está dirigida por Mildred Martínez.

## Funciones
La Oficina Nacional de Estadística tiene la labor principal de producir los censos nacionales de población y vivienda pautados cada diez años. Además, entre sus responsabilidades se encuentran la realización de encuestas nacionales; la producción de estadísticas económicas, demográficas, sociales, culturales y agropecuarias; desarrollar investigaciones diversas; coordinar el Sistema Estadística Nacional e implementar el Plan Estadística Nacional.
La ONE tiene publicaciones impresas y digitales. Realiza bases de datos de gran valor para los análisis de diferentes ámbitos de República Dominicana.
Su misión es satisfacer la demanda de estadísticas oficiales, mediante su producción y divulgación, para la toma de decisiones públicas y privadas que contribuyan a mejorar la calidad de vida de la población.

## Historia
Los orígenes de la estadística en República Dominicana son de época colonial, cuando los españoles hacían recuentos de la población de sus colonias, incluyendo las personas esclavizadas. Posteriormente, los censos parroquiales incluían únicamente a la población católica, que si bien era mayoritaria no incluía a toda la población. A finales del siglo XIX, los intelectuales y varios organismos de Estado pedían la formación de una institución estadística a nivel nacional para llevar a cabo censos y encuestas.
A lo largo del siglo XX se crearán las basas del sistema estadístico dominicano. El 24 de diciembre de 1920 se levantó un primer censo nacional, cuyos datos fueron publicados en 1923. Debido a la inexperiencia del país, este censo tiene deficiencias, pero supuso una importante fuente de información.
El 1 de noviembre de 1935 se establece una oficina central directamente dependiente del Poder Ejecutivo a través de la Secretaría de Estado de la Presidencia. Ese mismo año se había realizado el segundo censo nacional el 13 de mayo. Los siguientes censos se realizarían con una frecuencia de diez años en 1950, 1960 y 1970.
En los últimos años, la modernización del Centro de Documentación y la creación del sitio web de la ONE han puesto al alcance del público una mayor cantidad de información. Está asociado al Ministerio de Economía, Planificación y Desarrollo (MEPyD), creado en 1908.
| Censo                                       | Año  | Población total | Crecimiento | Crecimiento anual |
| ------------------------------------------- | ---- | --------------- | ----------- | ----------------- |
| I Censo Nacional de Población               | 1920 | 894,665         |             |                   |
| II Censo Nacional de Población              | 1935 | 1,479,417       | 584,752     | 38,983            |
| III Censo Nacional de Población             | 1950 | 2,135,872       | 656,455     | 43,763            |
| IV Censo Nacional de Población              | 1960 | 3,047,070       | 911,198     | 91,119            |
| V Censo Nacional de Población               | 1970 | 4,009,458       | 962,388     | 96,238            |
| VI Censo Nacional de Población y Vivienda   | 1981 | 5,545,741       | 1,536,283   | 139,662           |
| VII Censo Nacional de Población y Vivienda  | 1993 | 7,293,390       | 1,747,649   | 145,637           |
| VIII Censo Nacional de Población y Vivienda | 2002 | 8,562,541       | 1,269,151   | 141,016           |
| IX Censo Nacional de Población y Vivienda   | 2010 | 9,445,281       | 882,740     | 110,342           |
| X Censo Nacional de Población y Vivienda    | 2022 | 10,760,028      | 1,314,747   | 109,562           |

## Portal web
El sitio web de la Oficina Nacional de Estadística cuenta con un portal de datos y estadísticas con múltiples categorías:
| - Estadísticas vitales - Estadísticas y proyecciones demográficas - Migración - Familia y hogares - Trabajo - Educación - Salud - Protección y seguridad social - Asentamientos humanos y vivienda - Cultura y ocio - Gobernanza y elecciones - Pobreza - Seguridad pública y justicia - Género - Grupos de población especiales Los distintos censos nacionales desde 1920 hasta 2022 (todavía por publicar). Véase la tabla del apartado anterior. | - Ciencia, tecnología e innovación - Estadísticas sectoriales - Agua - Información y comunicación - Manufactura - Agricultura, ganadería, silvicultura y pesca - Transporte - Energía - Estadísticas bancarias, valores y seguros - Turismo - Construcción y actividades inmobiliarias - Minería - Comercio interno - Macroeconómicas - Precios - Comercio exterior - Estadísticas empresariales - Condiciones físicas y calidad ambiental - Recursos ambientales y su uso - Residuos - Asentamientos humanos y salud ambiental - Protección, gestión y participación - Eventos extremos y desastres |